# Laura Harrier

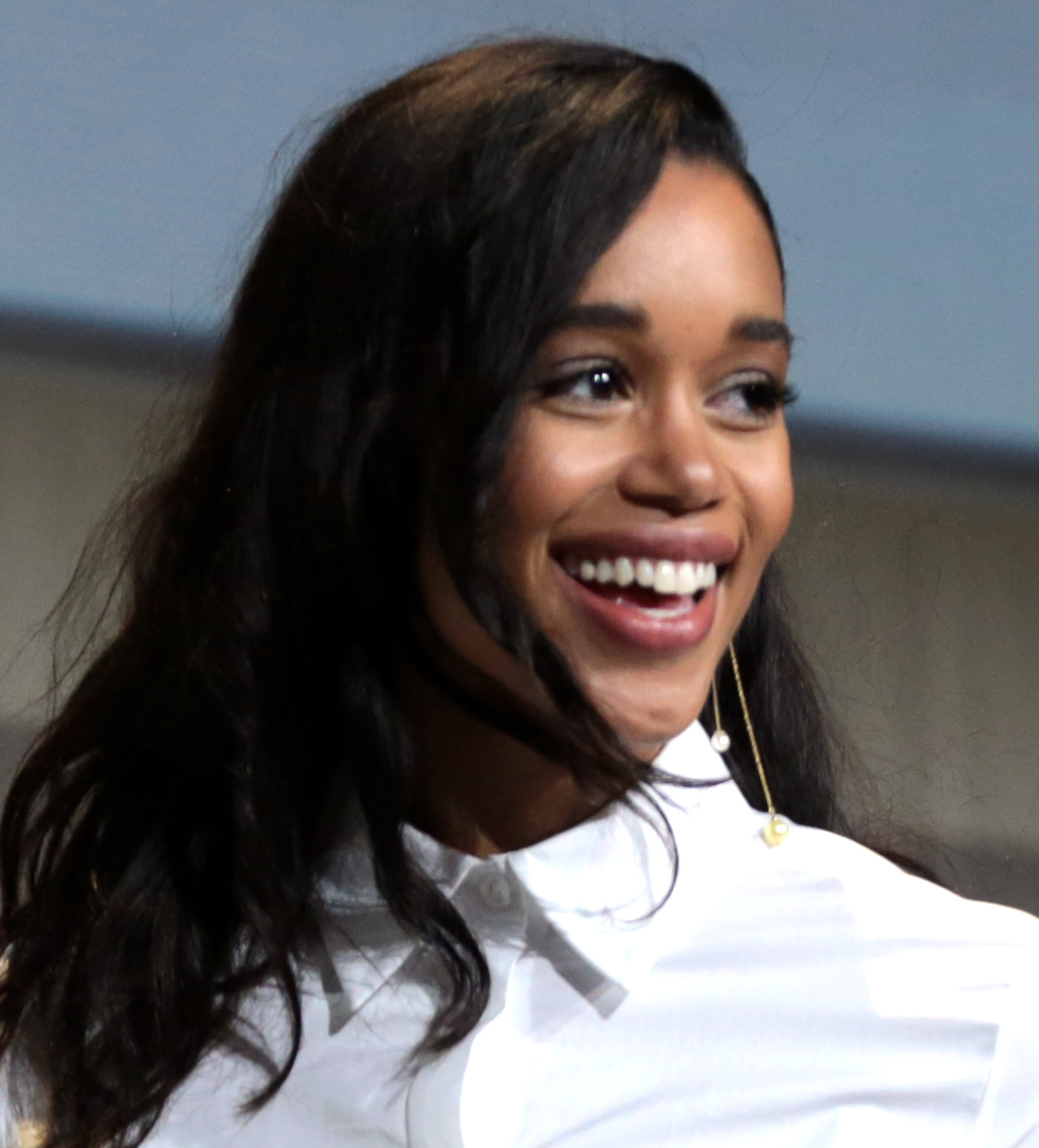
Laura Harrier (2016)

Laura Ruth Harrier (ur. 28 marca 1990 w Chicago) – amerykańska aktorka i modelka, która wystąpiła m.in. w filmie Spider-Man: Homecoming.

## Filmografia
| Rok  | Tytuł                          | Rola               | Uwagi                      |
| ---- | ------------------------------ | ------------------ | -------------------------- |
| 2013 | Tylko jedno życie              | Destiny Evans      | serial, 43 odc.            |
| 2014 | Unforgettable                  | Amber              | serial, 2 odc.             |
| 2014 | The Last Five Years            | Manuscript Woman   |                            |
| 2014 | Galyntine                      | Wylie              | niewyemit. pilot           |
| 2015 | Fourth Man Out                 | Dorothy Cuda       |                            |
| 2016 | The Realest Real               | Abby               | film krótkometrażowy       |
| 2017 | Spider-Man: Homecoming         | Liz Allan          |                            |
| 2018 | Fahrenheit 451                 | Millie Montag      | wycięte sceny              |
| 2018 | Czarne bractwo. BlacKkKlansman | Patrice            |                            |
| 2019 | Balance, Not Symmetry          | Caitlin Walker     |                            |
| 2020 | Hollywood                      | Camille Washington | miniserial; w gł. obsadzie |
| 2021 | Połączenie oczekujące          | Layla (głos)       | 1 odc.                     |
| 2021 | Szpak                          | Sherri             |                            |
| 2022 | Mike                           | Robin Givens       | miniserial; 1 odc.         |
| 2023 | Entergalactic                  | Carmen (głos)      |                            |
| 2023 | Biali nie potrafią skakać      | Tatiana            |                            |